# Hard Knocks
Pour l’article homonyme, voir Hard Knocks (émission de télévision).

Hard Knocks est une chanson de rock ‘n roll composée par Joy Byers et interprétée par Elvis Presley, pour le film Roustabout (L’Homme à tout faire). Elle a été enregistrée le 2 mars 1964 au studio Radio Recorders, à Hollywood et a paru sur l’album Roustabout la même année. La prise #11 a été choisie pour la bande maîtresse.
Bien que le ton général de la chanson ne soit pas plaintif – il est même plutôt enjoué, le chanteur affirme qu’on ne lui a jamais donné rien d’autre que des «coups durs» (Hard Knocks en anglais), qu’il a probablement marché des millions de miles, fatigué, affamé et trempé, mais, ajoute-il, «vous feriez mieux de faire attention, car [il] a eu [sa] part de coups durs.»
Hard Knocks a été reprise par le Hollywood Sound Orchestra sur l’album «Elvis At The Movies» en 1992 (First Budget International) et par le groupe The Straight 8s sur leur album de 1994, «Casualties Of Cool», sur l’étiquette «Rock N Roll Purgatory».